# توتا (بویاکا)
توتا (انگلیسی: Tota, Boyacá) نام یک منطقه مسکونی در کلمبیا است.